# محمية الفروسية
محمية الفروسية محمية طبيعية قطرية، أنشأتها الحكومة القطرية. تقدم فيها الرعاية المثلى للخيول العربية وتضم حوالي 500 حصان. وتضم المحمية نادي للخيول، ينظم سباقات خيل موسمية.